# George Sand
Amantine Lucile Aurore Dudevant (rojena Dupin), francoska romantična pisateljica, znana pod psevdonimom George Sand, * 1. julij 1804, Pariz, † 8. junij 1876, Nohant, Francija. 
V času svojega življenja je bila ena najbolj priljubljenih in branih evropskih avtorjev in avtoric.

## Življenje
Njena mati je bila iz delavskega razreda (plesalka in kurtizana), oče Maurice Dupin pa je bil aristokratskega rodu (v sorodstvu s kraljevo družino).9 Ko je imela Aurore štiri leta, je ob padcu s konja umrl oče. Do takrat je živela pri mami v Parizu, potem pa je njeno vzgojo prevzela babica Marie-Aurore de Saxe, ki je imela posest v vasi Nohant blizu mesteca La Châtre v pokrajini Berry. Babica je bila izobražena, imela je bogato knjižnico in podpirala je vnukinjin intelektualni razvoj. Na podeželju je Aurore spoznavala tako grajsko kot kmečko okolje in se soočala z različnimi oblikami dvojnosti (višji – nižji družbeni razred, mesto – podeželje, knjižni jezik – lokalno narečje). Veliko je brala, imela rada filozofijo in pogovore z intelektualci, ki so obiskovali babičin dom. V najstništvu je postala precej neukrotljiva, zato jo je babica poslala v angleški ženski samostan avguštink v Pariz. Pri sedemnajstih letih ji umre babica, Aurore pa se vrne k materi, ki v francoski prestolnici živi precej kaotično življenje. Kmalu podeduje babičino posestvo in se pri osemnajstih letih poroči z baronom in oficirjem Casimirjem Dudevantom. Čez leto se jima rodi sin Maurice, pet let pozneje pa še hči Solange. Mnogi menijo, da naj bi bil hčerin oče njen ljubimec pisatelj Jules Sandeau. Z njim je Aurore pobegnila v Pariz, kjer sta skupaj izdala roman. Takrat je Aurore začela uporabljati psevdonim George Sand, s katerim je podpisala svoja številna literarna dela. Pri imenu je izpustila končni »s« običajnega francoskega moškega imena Georges (kar ni ne moško ne žensko ime), priimek pa si je nadela po ljubimcu in soavtorju svojega prvega romana. Sledilo je nekaj let romantičnih razmerij in ljubezenskih afer ter obenem intenzivnega literarnega ustvarjanja. Po več letih ločenega življenja od moža, sta se tudi uradno (bojda sporazumno) ločila in George je prevzela skrbništvo nad otrokoma, kar je bilo v tistih časih redkost. 

#### Razvpita ljubezenska afera s Chopinom
Med ljubimci je bil tudi skladatelj Frédéric Chopin, s katerim sta eno zimo preživela na španskem otoku Majorki, še danes pa nam kot zanimivost na bregovih pariške Sene z navdušenjem pokažejo hišo, v kateri sta živela srečno skupaj – seveda ne do konca svojih dni. Pisci romanov in življenjepisov so večkrat posegali po ljubezenski zgodbi tega nenavadnega para: Frédéric Chopin je bil bolehen, občutljiv, poln domotožja po rodni Poljski, kamor se iz političnih razlogov ni smel vrniti, večni tujec v Parizu, ki je postal njegova nova domovina, in George, ki se je najraje oblačila po moški šegi, z užitkom kadila cigare in iskala navdiha za svoje pisateljsko delo v odročnejših predelih mestnega (polnočnega) življenja. Nekateri so o njej in njenih idejah pisali s posmehom, skorajda sovražnim tonom, čeprav je bila v času svojega življenja ena najpomembnejših in najbolj priljubljenih pisateljic v Evropi, bolj brana in priznana je bila celo od moških kolegov, npr. Victorja Hugoja in Honoré de Balzaca. Na njenem posestvu v Nohantu se je sestajal močan intelektualni krog. Kot duhovna sila je navdihovala Frédérica Chopina in Alfreda de Musseta, slikar Eugenè Delacroix je imel pri njej svoj atelje, Honoré de Balzac je prišel iskat k »tovarišici George Sand« snov za eno svojih najlepših knjig (Béatrix), Gustave Flaubert jo je imenoval »moja draga učiteljica«, Fjodor Mihajlovič Dostojevski je videl v njej pisatelja, »ki je skoraj edinstven po sili duha in talenta«, obiskovala sta jo tudi Ivan Sergejevič Turgenjev, Franz Liszt in drugi.
Victor Hugo je na pogrebu poudaril njeno bogato literarno zapuščino z besedami: »Objokujem umrlo in pozdravljam nesmrtno.«

## Škandal – moška oblačila, zavzemanje za revne in revolucija
George Sand so videli kot preveč »možačo oz. androgeno« žensko, kar so v 19. stoletju pogosto pripisali ženskam, ki so bile drugačne in so živele svojo drugačno pot. V javnosti se je pojavljala v moških oblačilih in kadila cigare, kar je bilo takrat radikalno vedenje. Ženske so namreč za nošenje moške obleke potrebovale policijsko dovoljenje (npr. za jahalne hlače), a pisateljica za to dovoljenje ni prosila. Številni, ki so oboževali njena dela, jih uporniška javna podoba ni motila. Dejala je, da se preoblači v moškega zaradi praktičnosti, ker so moška oblačila preprostejša in predvsem, ker se lahko z njimi svobodno giblje po mestu in zbira material za pisanje (ženske se niso smele same sprehajati v javnosti). V erotičnem pogledu se je zanimala tako za moške kot ženske in opozarjala, da poročena ženska ni svobodna in nima pravic (še v prvi polovici 20. stoletja mnoge ženske niso dobile kredita brez moškega podpisa). Zavzemala se je za revne, borila se je za avtorske pravice in ustrezno plačilo, predvsem pa je zagovarjala idejo, da je treba ženskam naprej omogočiti izobrazbo in svobodo ter šele nato vpeljati tudi volilno pravico (po njenem ženske volijo, kot želijo možje, če niso izobražene).
Leta 1848 je dejavno podpirala nacionalne revolucije (»pomlad narodov«), se zavzemala za enakopravnost spolov, izobraževanje, odpravo revščine in osebno svobodo. Bila je povezana z velikimi figurami boja za demokracijo (Lamennais, Louis Blanc) ter (anonimno) pisala in urejala Bulletins de la République revolucionarne vlade. Revolucionarni boj za družbeno enakost in človekove pravice pa se je sprevrgel v krvavo nasilje, česar Sandova ni podpirala. Republika ni bila taka, kot si jo je predstavljala, zato se je umaknila na deželo, kjer je preživela zadnjih dvajset let. Pozneje je leta 1870 kritizirala radikalno delavsko revolucijo, čeprav je bila ves čas zvesta »socialnim idejam«.
Doma na idiličnem posestvu Nohant je prebivala v krogu družine in številnih obiskovalcev, jim kuhala in z njimi razpravljala, pomagala je tudi svojim zaposlenim, med drugim delala marmelado za revne in si z dobrodelnostjo pridobila vzdevek »dobra gospa iz Nohanta«. Obenem je še vedno neumorno pisala romantične ljubezenske romane, svoje spomine oziroma avtobiografijo in pripovedke za vnukinje.

## Literarno ustvarjanje
George Sand je ustvarjala literarna dela različnih žanrov, stilov, tematik (zgodbe, povesti, romane, drame, članke, politične spise, zgodbe za otroke). Bila je prva ženska v Franciji, ki se je preživljala s pisanjem, in to je počela vse noči. Številni priznani pisci, npr. Gustave Flaubert, so hvalili njen eleganten jezik, ker pa je napisala zelo veliko del, vsa seveda niso dosegla izstopajoče kakovosti. Nekatera je napisala predvsem zato, da »plača račune svojega peka«. In če so posamezni kritiki dvomili o vrednosti njenih del, je z izjemnim literarnim izrazom v obsežni korespondenci, osebnih dnevnikih in pismih s potovanj potrdila svojo pisateljsko moč in se postavila ob bok najboljšim piscem. Njenih 30.000 pisem velja za eno najlepših korespondenc v literarni zgodovini.
Zaslovela je s podeželskimi romani, ki temeljijo na zgodbah ustnega pripovedovanja ter upodabljajo kulturo in jezik regije Barry, kjer je odraščala z babico. Življenje francoskih kmetov je opisovala z veličino, včasih idilično, drugič epično. Čutila in izrazila je iskreno ljubezen do ljudstva, mnogo preden je splošna volilna pravica narekovala tako ravnanje. »Jaz nisem ena tistih potrpežljivih duš, ki sprejemajo krivico z vedrim obrazom,« je zapisala o sebi.

#### Preplet idealizma ter romantičnih in realističnih prvin
Bila je tudi glas ženske v času, ko je ženska molčala. V svojih delih je pogosto izpostavila žensko strast kot nasprotje tradicionalnemu zakonu in tako spreminjala družbene norme svojega časa.
Pisala je z mislijo na svojo generacijo in takratne družbene razmere v upanju, da bi spremenila stvari in družbo na bolje. V ljubezenske romane je vpletla vprašanja o svobodi žensk in njihovi pravici, humanistiki in socialni problematiki. V svojih delih prevzame moško identiteto in glas, ob ženskih likih pa večkrat spregovori tudi z ženskim glasom, zato se zdi, da je kot avtorica iskala »človeški glas« (takrat sta bila ženski in moški svet veliko bolj razdeljena kot danes). Njeni liki se skozi zgodbo spreminjajo in razvijajo (Balzac, denimo, svoje like predstavi na začetku romana in taki ostanejo do konca), verjetno tudi zato, ker je George Sand verjela, da življenje ni enoznačno in preprosto, verjela je v paradokse.
Dela George Sand so večkrat najprej izhajala v periodičnem tisku kot podlistki (feljtonski roman), kar je bilo zelo dostopno in brano, potem pa so izšla še v knjižni obliki. V svojih delih je združevala prvine idealizma ter romantične in realistične elemente (menila je, da naj bosta pripovedni prostor in čas resnična, v središču dela pa zlasti ljubezensko čustvo idealiziranih pripovednih oseb). Verjela je v mentalno konstrukcijo pred materializmom – da je jutri rezultat današnje misli in da imamo možnost spreminjati svoje življenje in družbo.
Kot nasprotje idealizmu se je v 19. stoletju v Zahodni Evropi uveljavil realizem (npr. francoski avtorji Stendhal, Balzac, Flaubert) in nekateri ustvarjalci so menili, da je to bolj kakovosten literarni slog, značilen za moške pisce, medtem ko v idealističnem slogu pišejo ženske romantične ustvarjalke. Stendhal je v časopisih kritično izjavljal, da so ženski romani (tudi dela George Sand) namenjeni provincialkam, in s takim blatenjem potiskal ugled avtoric na literarno obrobje. Kljub veliki priljubljenosti in literarnemu vplivu George Sand, je bila v 20. stoletju skoraj pozabljena in prezrta.

## Najpomembnejša dela
- Rose et Blanche (1831 soavtor Jules Sandeau)

- Indiana (1832) / Indiana (COBISS)

- Lélia (1833)

- Mauprat (1837)

- Consuelo (1842)

- La Mare au Diable (1846) / Hudičeva mlaka (COBISS)

- La Petite Fadette (1849) / Mala Fadette (COBISS)

- Histoire de ma Vie (1855) / Zgodba mojega življenja (COBISS)

#### Indiana
Indiana je prvi samostojni roman George Sand, ki ga je napisala zelo zrelo in v modernem slogu, zato si bralci niso mislili, da prihaja izpod peresa neizkušene avtorice. V delu so prisotni različni elementi: zgodovina, politika, strast. Kratka vsebina: Mlada ženska Indiana je poročena s starejšim polkovnikom, ki je tiran. Rešitev išče v ljubezenskih aferah in romantičnih podobah, potem pa končno naleti na pravega življenjskega sopotnika. V romanu je verjetno precej avtobiografskih prvin. Glavna junakinja je uporna in primerja zakon s suženjstvom; možu pravi: »Tudi če me zapreš, ne moreš nadzirati mojega uma.« Avtorica v romanu ponudi dva različna konca.
Zgodba se dogaja v času politično nabite francoske zgodovine, ki so jo zaznamovali revolucija, sprememba režima, državljanski nemiri, negotove razmere, upori sužnjev. Na zgodovinski kulisi pa George Sand združuje romantiko, realizem in idealizem, kar je nasploh značilno za njeno pisanje, ter predstavlja Francijo devetnajstega stoletja, kot so jo videli njeni sodobniki.

#### Lélia
Avtorica v tem delu odpira teme, ki so jih začeli odkrito obravnavati šele v 20. stoletju. Gre za čutnost, ženski spolni užitek, erotiko, tudi enakost ženske in moškega v zakonu.

#### Hudičeva mlaka
Delo spada v skupino kmečkih romanov, ki jim je avtorica za prostorski okvir izbrala domače podeželje. V njem je opisala zbrano etnološko ustno slovstvo, plese, navade ob kmečkih praznikih, narečne izraze.

#### Zgodba mojega življenja
V avtobiografskem delu je poleg dogodkov opisala tudi svoje notranje življenje, zgodovino lastnega duha in srca. Izhajala je tako iz intimnih spominov kot iz »objektivne« zgodovine, ki zajema čas po francoski revoluciji, čas porajajočega se socializma in meščanske revolucije. V pripovedovanju je zaznati skrb za zasebnost (zamenjave nekaterih imen, izpuščeni detajli, prazna mesta v toku pripovedovanja).